# Adaline - L'eterna giovinezza
Adaline - L'eterna giovinezza (The Age of Adaline) è un film del 2015 diretto da Lee Toland Krieger con protagonista Blake Lively.

## Trama
Adaline Marie Bowman nacque il giorno di Capodanno del 1908 a San Francisco alle 12:01 da Faye e Milton Bowman. Nel 1929, quando aveva ventun anni, Adaline sposò l'ingegnere Clarence James Prescott. Tre anni dopo, nel 1932, ebbero una figlia di nome Flemming. Cinque anni dopo, nel 1937, Clarence e altre nove persone morirono durante la costruzione del Golden Gate Bridge. Dieci mesi dopo la sua morte, la ventinovenne Adaline ha un incidente automobilistico da cui si salva fortunatamente e, per una particolare condizione neurologica, si verifica l'arresto del naturale invecchiamento delle sue cellule. Così la sopravvissuta è destinata all'eterna giovinezza. A causa della sua condizione fisica, Adaline è costretta a cambiare residenza ogni dieci anni, sicché non può vivere costantemente il rapporto con sua figlia. Infatti per oltre ottant'anni dallo straordinario avvenimento, la giovane donna passa la sua esistenza lontano da legami sentimentali, vedendo Flemming invecchiare pian piano. Durante la sua permanenza nella città di San Francisco negli Stati Uniti, Adaline, sotto il nome di Jennifer Larson, lavora in una biblioteca e vive in compagnia di un cane. La sera di Capodanno incontra il carismatico Ellis Jones a una festa, il quale subito è attratto dalla bella Adaline, tanto che la insegue in ascensore per poi accompagnarla fino a un taxi.
Il giorno dopo Capodanno, Adaline viene informata dai suoi colleghi che un signore anonimo ha fatto una donazione di libri molto costosi e che verrà personalmente a consegnarli. Questo signore ignoto non è altro che Ellis Jones, il quale ha scoperto, mediante delle ricerche, il posto di lavoro della donna perché desidera rivederla. Ellis vuole che sia Adaline ad accettare la donazione, in modo tale da potersi scattare una foto insieme, ma lei rifiuta, giacché vuole evitare di farsi riconoscere da persone del suo passato attraverso le fotografie. Perciò Ellis le dà un'alternativa: o esce con lui o accetta di farsi fotografare, altrimenti minaccia di ritirare la proposta di donazione. Adaline accetta quindi di uscire con Ellis poiché non può né farsi una foto con lui, né rinunciare all'offerta della donazione dei libri. Durante la serata fanno una scommessa: se lui riuscirà a farla ridere con la battuta più divertente che lui conosca, usciranno un'altra volta. Adaline, una volta sentita la battuta, non riesce a trattenere una risata e perciò Ellis vince la scommessa. Per l'appuntamento seguente decidono di non andare da nessuna parte, ma di mangiare a casa di Ellis; passano così la notte insieme.
Nei giorni seguenti Adaline ignora le chiamate di Ellis, così lui scopre dove abita e si presenta sotto casa della donna. Sfortunatamente per lui, quella non è una buona giornata per Adaline perché ha appena dovuto far sopprimere il proprio cane e perciò lo respinge bruscamente. Mentre sta impacchettando le sue cose per l'ennesimo trasloco, Adaline ritrova delle vecchie foto e decide di dover andare da Ellis a scusarsi per come l'ha trattato e per chiedergli un altro appuntamento. Ellis accetta le scuse e l'appuntamento e le chiede se le va di andare con lui alla festa dei quarant'anni di matrimonio dei propri genitori e Adaline accetta. Quando arrivano a casa dei genitori, il padre di Ellis, William, riconosce immediatamente Jennifer/Adaline, con cui aveva avuto una relazione tempo prima. Adaline è sorpresa quanto lui di vederlo e non tarda a riconoscerlo, ma sostiene che la donna così somigliante fosse sua madre e che tra loro ci sia solo una forte somiglianza.
Adaline e William si erano conosciuti un giorno in cui William l'aveva aiutata con la macchina in panne. Lei aveva deciso di dargli un passaggio, e conoscendosi si erano innamorati. Accortasi che l'uomo desiderava sposarla, Adaline aveva deciso di scappare, non presentandosi ad un appuntamento. William, nonostante siano passati anni da quando aveva conosciuto Adaline, la definisce ancora una donna magnifica e le attribuisce ogni merito per avergli dato il coraggio di abbandonare la facoltà di medicina per dedicarsi alla sua vera passione, l'astronomia. L'affetto che William sembra ancora provare per Adaline infastidisce la moglie, Kathy, e ciò crea contrasti tra i due. Anche Adaline, nonostante il tempo passato e l'amore che prova nei confronti di Ellis, non riesce a non provare affetto per William e una sera, rimasti soli, gli confida che la "madre" l'aveva amato molto. La mattina seguente Adaline si sveglia sola in casa con William, il quale le chiede di aiutarlo a scaricare della merce ma si accorge che Jenny ha sulla mano sinistra la medesima cicatrice di Adaline, che se l'era procurata durante un'escursione con lo stesso William.
Il padre di Ellis comprende ogni cosa e chiede spiegazioni ad Adaline, che in un primo momento fugge, ma quando William la insegue lei spiega la realtà dei fatti, sebbene non ne conosca il motivo. William le consiglia di non ferire Ellis, e di dirgli quindi la verità, a differenza di quanto aveva fatto con lui anni prima. Ciò nonostante, lei corre a casa, lascia un biglietto per Ellis per poi prendere la macchina e fuggire. Ellis trova il messaggio e chiede al padre di spiegargli cosa fosse successo fra loro e il motivo per cui "Jenny" se ne era andata; dopodiché decide di seguirla. Jenny, o per meglio dire Adaline, intanto continua a guidare verso la propria casa, ma decide di fermarsi e di chiamare la figlia, che le aveva sempre consigliato di non negarsi la felicità e di non fuggire nel momento in cui avesse incontrato un uomo capace di farle perdere veramente la testa. Difatti Adaline comunica a Flemming che ha deciso di smettere di scappare e che vuole restare con Ellis, al quale dirà la verità.
Quando Adaline sta per rientrare in strada per dirigersi verso la casa dei genitori di Ellis, un'altra automobile le viene addosso e lei finisce fuori carreggiata. Il suo cuore si ferma e i soccorsi provano a rianimarla. Nel contempo giunge anche Ellis che la trova distesa a terra, morta. Grazie al defibrillatore e alla stessa combinazione neurologica del primo incidente, le sue cellule mutano nuovamente, riacquisendo le normali funzionalità; Adaline torna in vita. Condotta d'urgenza all'ospedale, riferisce ad Ellis tutta la verità sulla propria esistenza. Qui accorre anche Flemming, che si presenta inizialmente in veste di nonna di Adaline, ma quando le viene detto che Ellis conosce tutta la verità, si ripresenta come sua figlia. L'anno dopo Adaline ed Ellis si stanno preparando per andare alla festa di Capodanno, ma mentre si sta specchiando nota qualcosa di diverso nella sua immagine e, controllandosi, trova il suo primo capello bianco, segno che sta finalmente invecchiando.

## Produzione
Le riprese del film si sono svolte a Coquitlam in Canada. Inizialmente Gabriele Muccino era stato considerato per dirigere il film, con Katherine Heigl e Angela Lansbury nel cast.

## Colonna sonora
Lana Del Rey ha composto la colonna sonora ufficiale, intitolata Life Is Beautiful. La canzone, frutto della collaborazione con l'amico e produttore di Del Rey, Dan Heath, ha fatto la sua prima apparizione nel trailer del film diffuso il 22 aprile 2015. Si tratta di una ballata di stampo cinematografico dallo stile poetico e sognante.

## Distribuzione
Il 20 novembre 2014 viene diffuso il primo trailer. Il film è stato distribuito nelle sale cinematografiche statunitensi il 24 aprile 2015.
In Italia il film è stato distribuito il 23 aprile 2015 da Eagle Pictures.

## Accoglienza

### Incassi
Il film ha avuto un buon successo, incassando 65 milioni di dollari in tutto il mondo, di cui 3,2 in Italia.

## Riconoscimenti
- 2015 - Teen Choice Awards[5]
  - Candidatura per il miglior film drammatico
  - Candidatura per la miglior attrice in un film drammatico a Blake Lively
  - Candidatura per il miglior bacio in un film a Blake Lively e Michiel Huisman